# East Wenatchee
East Wenatchee – miasto w Stanach Zjednoczonych, w stanie Waszyngton, w hrabstwie Douglas.